# NGC 7741
NGC 7741 је спирална галаксија у сазвежђу Пегаз која се налази на NGC листи објеката дубоког неба.
Деклинација објекта је + 26° 4' 31" а ректасцензија 23h 43m 54,3s. Привидна величина (магнитуда) објекта NGC 7741 износи 11,0 а фотографска магнитуда 11,7. Налази се на удаљености од 14,399 милиона парсека од Сунца. NGC 7741 је још познат и под ознакама UGC 12754, MCG 4-55-50, CGCG 476-125, IRAS 23413+2547, KUG 2341+257, KCPG 589B, PGC 72237.